# Трынский, Славчо
Славчо Трынский (болг. Славчо Трънски), настоящее имя Славчо Стаменов Савов (болг. Славчо Стаменов Савов; 22 октября 1914, Бохова — 17 октября 1999, София) — болгарский государственный и военный деятель, участник коммунистического партизанского движения во Второй мировой войне, деятель Народно-освободительной повстанческой армии Болгарии, генерал-полковник Болгарской народной армии, депутат Народного собрания Болгарии.

## Биография
Славчо Стаменов Савов родился 22 октября 1914 года в деревне Бохова (община Трын). С 1929 года член Рабочего молодёжного союза. В 1936 году окончил Софийскую гимназию. С 1938 года член Болгарской коммунистической партии. Неоднократно арестовывался властями с 1929 по 1941 годы за антиправительственную деятельность.
Во время Второй мировой войны состоял в коммунистическом партизанском подполье, на нелегальном положении находился с 1942 года. 5 августа 1942 года вместе со Славчо Цековым поджёг несколько снопов пшеницы и ячменя, а также мешок с пшеницей для «врагов народа» в селе Рани-Луг.
Был организатором и командиром Трынского партизанского отряда. Поддерживал связь с Народно-освободительной армией Югославии и британскими военными миссиями. Трижды заочно был осуждён по Закону о защите государства. Будучи членом Народно-освободительной повстанческой армии Болгарии, последовательно командовал 1-й Софийской народно-освободительной бригадой и 1-й Софийской повстанческой оперативной зоной, в которую входила эта бригада. Позже командовал Софийской народно-освободительной дивизией.
9 сентября 1944 года в Болгарии свергли прогерманское правительство, и страна перешла на сторону антигитлеровской коалиции. Сам Трынский после этого переворота возглавил 1-ю гвардейскую пехотную дивизию. Некоторое время он руководил военным отделом Софийского областного комитета Болгарской коммунистической партии. После войны Трынский учился в СССР в Военной академии имени М. В. Фрунзе в 1945—1947 годах. В 1947—1949 годах — командир 1-й дивизии, в 1949—1951 — командующий 3-й болгарской армией. С 1951 года — начальник Военной академии имени Георгия Раковского.
24 апреля 1951 года Трынский был арестован и брошен в тюрьму по обвинению в антигосударственной деятельности: ему инкриминировали сотрудничество с Трайчо Костовым, казнённым в конце 1949 года. Трынский частично признал себя виновным, но 26 апреля 1952 года был освобождён из-под стражи. После освобождения его назначили заместителем директора коммерческого предприятия «Дървопласмент», восстановив его членство в Болгарской коммунистической партии. В 1954 году полностью реабилитирован и восстановлен на должность начальника академии имени Георгия Раковского, которую занимал до 1962 года. В 1962—1982 годах — заместитель министра народной обороны, в 1962—1969 годах — командующий войск ПВО и военно-воздушных сил Болгарии. Генерал-полковник (1964).
Неоднократно избирался депутатом Народного собрания Болгарии (1962—1990). С 1982 года — председатель Комитета солидарности с народами Азии и Африки. Член Национального совета Отечественного фронта Болгарии.
Участвовал в отстранении 10 ноября 1989 года от власти Тодора Живкова, а 17 ноября произнёс обличительную речь, в которой обвинил Живкова в злоупотреблении властью и кумовстве. Участник заседаний Круглого стола (с 3 января по 14 мая 1990 года).
Скончался 17 октября 2007 года.

## Культурная деятельность
Автор книг «Не так давно» (болг. Неотдавна, 1957), «Посвящение» (болг. Посвещение, 1967) и «Невозможные истины» (болг. Невъзможни истини, 1994).
Сценарист фильмов «Всенощное бдение попа Вечерко» (1980), «Игра с огнём» (1982) и «Страстное воскресенье» (1986).

## Награды
- Герой Народной Республики Болгария (1979)[10]
- Герой Социалистического Труда НРБ (19 октября 1984, указ № 3540)
- Орден Георгия Димитрова (четырёхкратный кавалер)
- Заслуженный деятель культуры НРБ (1981)
- Орден Красного Знамени (10 августа 1945 года) — за умелое руководство боевыми действиями болгарских войск в борьбе с немецкими захватчиками[11]